# Carteroniella
Carteroniella is een monotypisch geslacht van spinnen uit de  familie van de Clubionidae (struikzakspinnen).

## Soort
- Carteroniella macroclava Strand, 1907